# (2481) Bürgi
(2481) Bürgi ist ein Asteroid des Hauptgürtels, der am 18. Oktober 1977 vom Schweizer Astronomen Paul Wild, vom Observatorium Zimmerwald der Universität Bern aus, entdeckt wurde.
Der Asteroid ist nach dem Uhrmacher und Instrumentenbauer Jost Bürgi (1552–1632) benannt.